# 飛騨民俗村

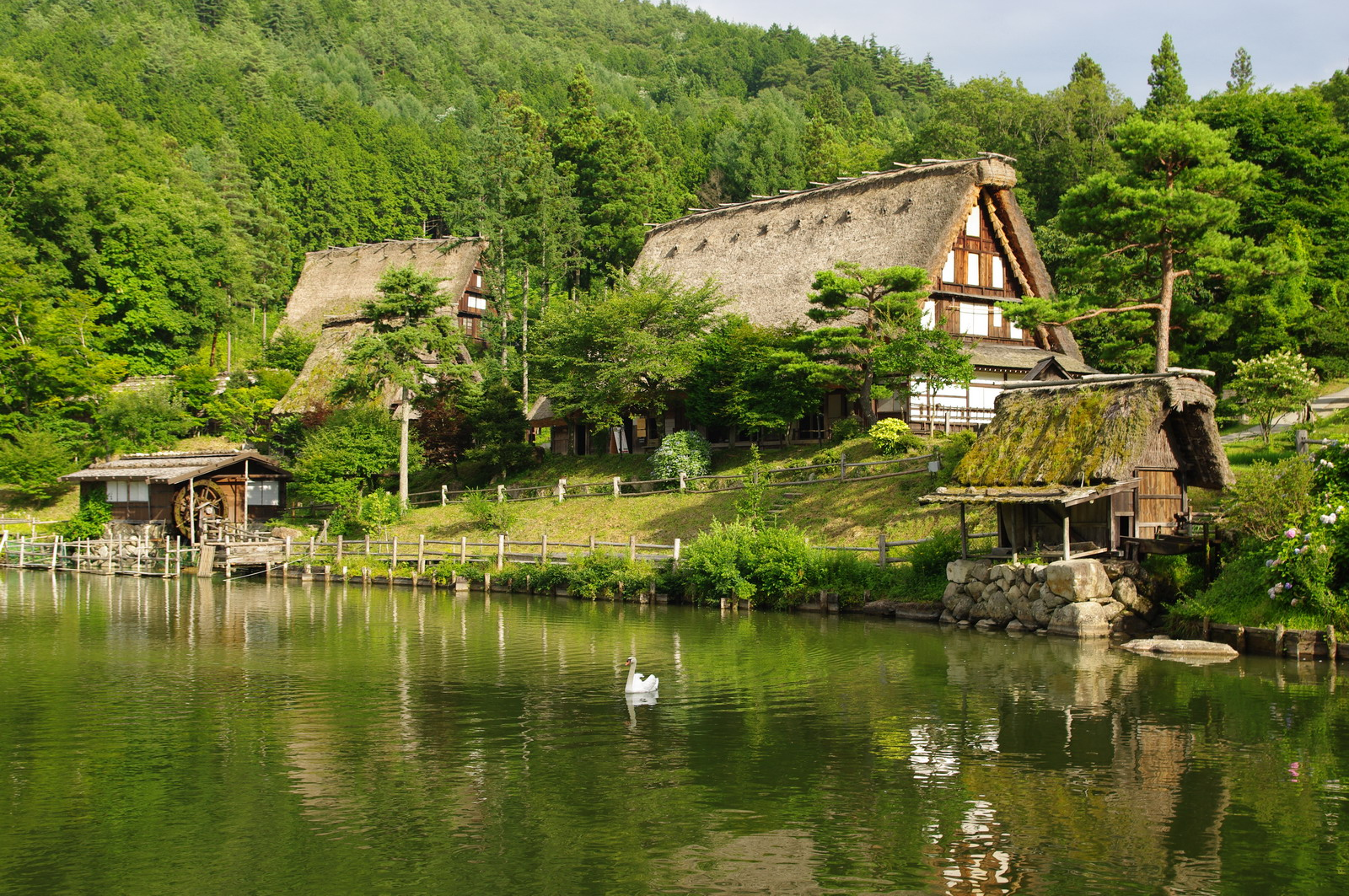
園内風景

飛騨民俗村（ひだみんぞくむら）は、岐阜県高山市にある博物館（野外博物館）。飛騨の伝統産業（一位一刀彫、飛騨春慶塗、草木染めなど）の伝承保存、飛騨地方の民具の展示、合掌造りなどの飛騨地方の民家の移築保存がされている。	
昭和30年代、御母衣ダムにより水没する合掌造り民家の矢篦原家（やのはらけ）住宅が横浜市の三渓園に移築されるなど、次々と貴重な民家が移築されていくことに対し、地元で保存していく考えで開業した施設である。
案内には「飛騨民俗村・飛騨の里」と表記される場合が多い。正確には昭和34年（1959年）開館の飛騨民俗館（現・民俗村）と昭和46年（1971年）開館の飛騨の里を合わせた施設を「飛騨民俗村」という。民俗村と飛騨の里は、約700メートル離れており、敷地内を徒歩で移動する。

## 概要
敷地内には、飛騨地方の民家の建物約30棟（重要文化財4棟、岐阜県指定重要文化財7棟）が移築保存されている他、養蚕、林業といった貴重な民具が保管されている。一部は実際に触れることもできる。
工芸集落では、一位一刀彫、飛騨春慶塗、草木染め、機織りがなど伝承保存されている。工芸集落内では、わら細工、刺し子、壁飾り、草木染め、さるぼぼ、版画の製作の体験教室や、わら細工、刺し子、機織り、ひのき笠、バンドリ（雨や雪用の蓑。バンドリ「飛騨弁でムササビ」に由来）、ショウケ（ザルの一種）など民芸品作りの実演が行なわれている。
民家の他、山岳資料館（旧高山測候所）、土蔵、和紙漉小屋、バッタリ（唐臼）小屋、車田がある。
収集品の飛騨の山村用具と飛騨のそりコレクションは、重要有形民俗文化財に指定されている。
岐阜県より博物館に相当する施設（指定施設）として指定されている。

## 主な建造物
旧田中家 - 重要文化財
旧所在地は大野郡灘郷冬頭村（現・高山市冬頭町）。18世紀初めの田屋。切妻造、板葺石置屋根。国学者の田中大秀が使用していたという。
旧若山家 - 重要文化財
旧所在地は大野郡白川郷下滝村（後の大野郡荘川村、現・高山市）。寛政9年（1797年）建築の切妻合掌茅葺4階建（合掌造り）。昭和34年（1959年）に移築され、「飛騨民俗館」の最初の建物として公開された。
平成11年（1999年）に現在地に再移築された。移築の際の解体時に建築年が判明している。それまでは若山家伝承で宝暦元年（1751年）とされていた。
旧吉真家 - 重要文化財
旧所在地は吉城郡小鷹狩郷角川（後の吉城郡河合村、現・飛騨市）。江戸時代中期の入母屋造、茅葺。
旧田口家 - 重要文化財
旧所在地は郡上郡東村卯之原（後の益田郡金山町、現・下呂市）。文化5年（1808年）建築の切妻造。卯之原村庄屋を務めていた家で建築当時は榑葺だったが、現在は鉄板葺である。
旧西岡家 - 岐阜県指定重要文化財
旧所在地は大野郡白川村加須良村（現・大野郡白川村）。江戸時代後期の切妻造、茅葺。元は蓮受寺の庫裏であった。
旧新井家 - 岐阜県指定重要文化財
旧所在地は大野郡小島郷池本村（後の大野郡清見村、現・高山市）江戸時代後期の切妻造、板葺石置屋根。
旧富田家 - 岐阜県指定重要文化財
旧所在地は吉城郡高原郷杉山村（後の吉城郡神岡町、現・飛騨市）江戸時代末期の入母屋造、茅葺。問屋として使用された。
旧道上家 - 岐阜県指定重要文化財
旧所在地は吉城郡小島郷加賀沢村（後の吉城郡宮川村、現・飛騨市）。江戸時代末期、入母屋造、茅葺。
旧前田家 - 岐阜県指定重要文化財
旧所在地は吉城郡高原郷神坂村（後の吉城郡上宝村。現・高山市）。明治32年（1899年）建築。切妻造、板葺石置屋根、二階建。
旧中薮家 - 岐阜県指定重要文化財
旧所在地は大野郡久々野郷宮村（後の大野郡宮村、現・高山市）。江戸時代中期、切妻造、板葺。
旧野首家 - 岐阜県指定重要文化財
旧所在地は大野郡灘郷片野村（現・高山市）。江戸時代前期（元禄以前）、切妻造、板葺。
旧八月一日（ほづみ）家 - 高山市指定重要文化財
旧所在地は大野郡白川郷三尾河村（後の大野郡荘川村、現・高山市）。江戸時代末期、入母屋造、茅葺。西願寺の庫裏であった。
旧高山測候所 - 登録有形文化財
旧所在地は大野郡、灘村（現・高山市）。明治36年（1903年）、洋館。飛騨民俗村唯一の洋風建築であり、山岳資料館として使用されている。
匠神社
本殿は吉城郡小鷹狩郷保（後の吉城郡河合村、現・飛騨市）の鈿女（うずめ）神社。拝殿は吉城郡小島郷加賀沢村（後の吉城郡宮川村、現・飛騨市）の白山神社。鳥居と灯籠（灯篭）は大野郡灘村桐生（現・高山市）の白山神社。狛犬は丹生川村（現・高山市）からの寄贈（所在地は不明）。石段は吉城郡小鷹狩郷保（後の吉城郡河合村、現・飛騨市）の立保神社のものを移築したものである。

## 所在地
- 岐阜県高山市上岡本町1-590

## 交通機関
- 濃飛バス「さるぼぼバス」四季の丘コース 「飛騨の里」バス停下車。